# Микита Коптјелов
Микита Миколајович Коптјелов (укр. Микита Миколайович Коптєлов, рус. Никита Николаевич Коптелов; Запорожје, 12. октобар 1999) украјински је пливач чија специјалност су трке прсним стилом на 100 и 200 метара. 

## Спортска каријера
На међународној сцени је дебитовао 2017. на светском јуниорском првенству у Индијанаполису где је наступио у квалификационим тркама на 100 и 200 прсно. Пар месеци касније успешно је дебитовао у сениорској конкуренцији пошто је на европском првенству у малим базенима у Нетанији освојио бронзану медаљу у трци на 200 прсно.
На светским првенствима у великим базенима дебитовао је у корејском Квангџуу 2019. где је пливао у тркама на 100 и 200 прсно, а најбољи резултат остварио је на дужој деоници у којој је у квалификацијама успео да исплива и норму за наступ на ЛОИ 2020. у Токију. 